# 藤原朝方
藤原 朝方（ふじわら の ともかた）は、平安時代後期から鎌倉時代初期にかけての公卿・能書家。藤原北家勧修寺流、権中納言・藤原朝隆の長男。官位は正二位・大納言。三条大納言・堤大納言と称された。鳥羽法皇・後白河法皇二代に亘って仕えた院近臣。

## 経歴
永治元年（1141年）11月、鳥羽院庁の判官代から六位蔵人に任ぜられ、翌永治2年（1142年）に従五位下に叙任された。以降、淡路守・近江守・弁官などを歴任した。鳥羽院別当を務めていたため後白河法皇の信任を得て、後白河院庁でも別当に任じられ、法皇最大の側近の一人（院近臣）として活躍した。
永万2年（1166年）に蔵人頭兼右大弁に就任、さらに安元元年（1175年）11月、参議に就任し公卿に列した。安元3年（1177年）10月に権中納言となり、寿永2年（1183年）4月からは正式な中納言に就任。11月に木曾義仲が後白河法皇に対するクーデターを起こし、義仲からの圧力で解官されたが、法皇の信任を失っての解官ではないことから、義仲が直後に鎌倉軍に征討された後はすぐに復権した。文治2年（1186年）12月に陸奥出羽按察使に任じられ、文治4年（1188年）10月に権大納言に昇進した。しかし源義経に同意したとされて鎌倉の源頼朝の圧力により再び解官された。
後白河法皇の庇護でまもなく復官したが、やがて病に倒れて建仁元年（1201年）2月15日に出家し、翌16日に薨去、享年67。能書家としても知られた。

## 系譜
- 父：藤原朝隆
- 母：藤原顕隆の娘
- 妻：藤原師綱の娘
  - 男子：藤原朝定（1165-1183）
  - 男子：藤原朝経
  - 男子：隆誉
- 生母不詳の子女
  - 女子：藤原実家室
- 養子
  - 養子：藤原朝時 - 実は藤原敦綱の子